# Voo Aviaco 331
O Voo Aviaco 331 (AO331) foi um voo operado por um Douglas DC-8 (Matrícula EC-ARA) que na madrugada de 6 de julho de 1972 colidiu-se com o mar, matando assim todos os seus 10 tripulantes.

## Aeronave
A aeronave envolvida no acidente era um Douglas DC-8, matrícula EC-ARA, O seu primeiro voo foi em 1961, com número de série 45617.

## Acidente
Na temporada de verão, a Aviaco alugou alguns aviões à companhia Iberia para poder fazer voos charter. Este avião foi considerado um dos primeiros três aviões a jato que existiu na Espanha, entregado para a Iberia no ano de 1961.
Durante a madrugada de 6 de julho de 1972, o avião operava o voo Aviaco AO331, que consistia num voo de posição, ou ferry em inglês, de Madrid até o Aeroporto das Palmas, sem passageiros e com uma tripulação de 10 pessoas. 
Este voo realizava-se para que a Aviaco pudesse começar as operações em Las Palmas com um voo programado ao dia seguinte à cidade alemã de Hamburgo.
Quando se iniciava a aproximação do aeroporto, sobre a 01:50 da madrugada, o avião estava a 2500 pés de altitude e 22 quilómetros ao nordeste de Gando, na Espanha, quando se chocou-se no mar por causas desconhecidas. Às 9:10 da manhã do mesmo dia, os serviços de busca e salvamento do Ministério de Aire encontraram os destroços do avião, a uma profundidade a mais de 1500 metros. A caixa negra do avião nunca foi recuperada.
Os 10 tripulantes a bordo que viajavam no avião faleceram.

## Causas
As causas oficiais da tragédia não foram determinadas, já que a caixa negra do avião não foi encontrada devido à dificuldade para acessar o local do acidente, onde ficaram os restos da aeronave depois de afundarem no fundo do mar.
Em um dos jornais que publicou a notícia do acidente, aparecem as palavras de uma testemunha que presenciou o acidente e que informou que o avião caiu a uma grande velocidade contra o mar.
A caixa negra, são em realidade dois dispositivos, um encarregado de gravar as conversas da cabine e o outro de registar os parâmetros de voo e geralmente são essenciais para poder determinar o motivo de um acidente aéreo. As companhias aéreas são obrigadas a instalarem-o desde os anos 60.